# Sheriff-Kliffs
Die Sheriff-Kliffs sind 1750 m hohe Kliffs im westantarktischen Queen Elizabeth Land. In der Forrestal Range der Pensacola Mountains ragen sie westlich des Gabbro Crest am südöstlichen Rand des Saratoga Table auf.
Das Advisory Committee on Antarctic Names benannte sie 1979 nach dem Geologen Steven D. Sheriff von der Western Washington University, der von 1978 bis 1979 in diesem Gebiet tätig war.